# Ас-Салмія
Ас-Салмія (англ. al-Salmiyah, араб. السالمية) — поселення в Сирії, що складає невеличку друзьку общину в нохії Ас-Сура-ас-Сахіра, яка входить до складу мінтаки Шагба в південній сирійській мухафазі Ас-Сувейда.